# Prodigy (artist)
För den brittiska big beat-gruppen, se The Prodigy.

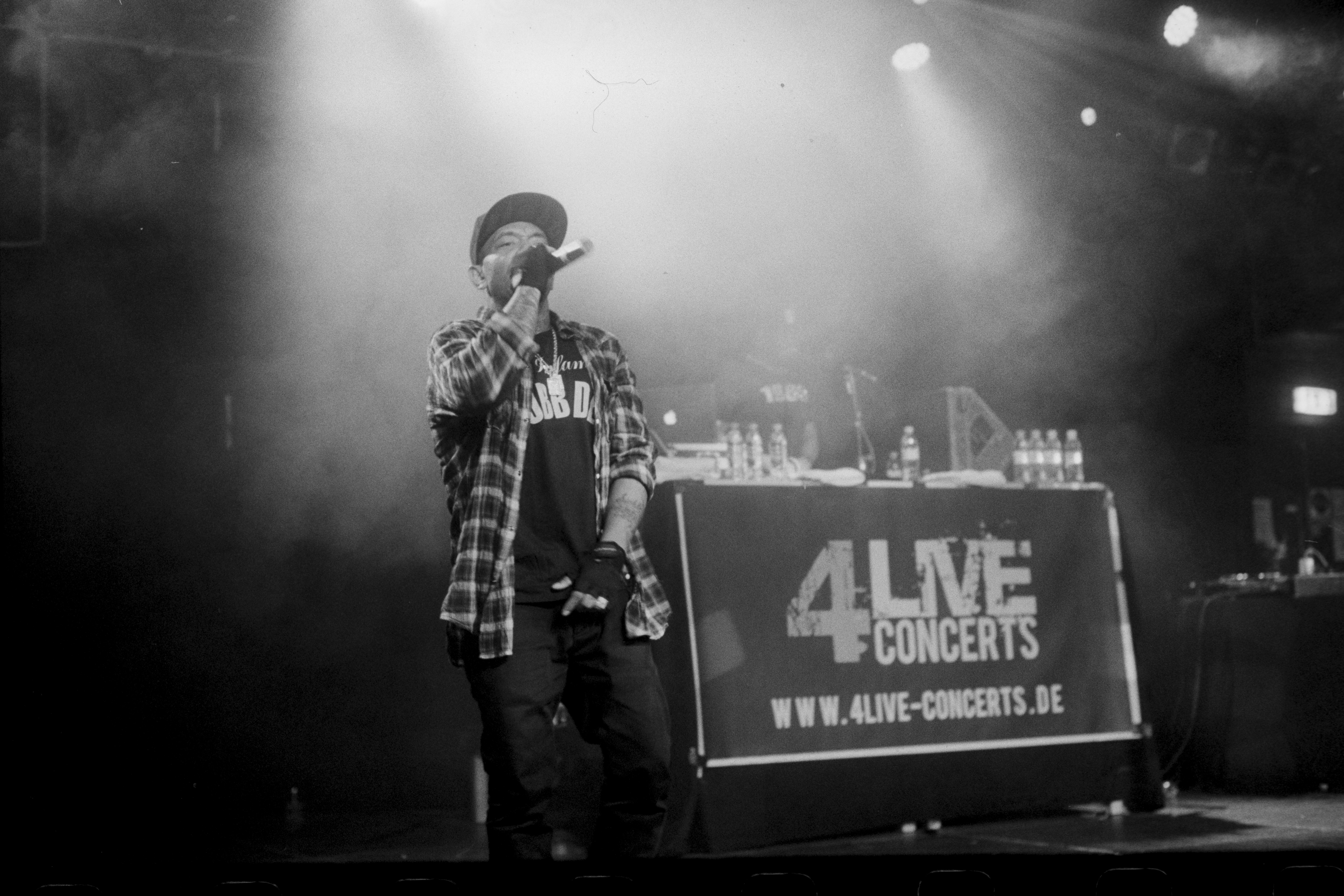
Prodigy.

Albert "Prodigy" Johnson, född 2 november 1974 i Hempstead på Long Island (men uppväxt i Queensbridge i Queens), död 20 juni 2017 i Las Vegas, Nevada, var en amerikansk rappare. Prodigy rappade i hiphop-duon Mobb Deep tillsammans med Havoc. Förutom de sju album som släppts av Mobb Deep, har Prodigy även gjort soloalbumet H.N.I.C. (Head Nigga In Charge), som kom ut år 2000. 2007 utkom en skiva benämnd Return of the Mac, vars låtar var alla producerade av Alchemist. År 2013 släpptes en skiva vid namn Albert Einstein som också var helt producerad av Alchemist. Blev i slutet av 2007 bestämt att han skulle in i fängelse för olaga vapeninnehav, och han avtjänade ett 8 månaders straff från början av februari 2008. Samma år släppte han sitt andra officiella album H.N.I.C. Pt. 2, uppföljaren till hans debutalbum H.N.I.C..

## Diskografi

### Studioalbum
- 2000 – H.N.I.C.
- 2007 – Return of the Mac
- 2008 – H.N.I.C. Pt. 2

### Artistsamarbeten
- 2008 – Product of the 80's (med Pacino & Big Twins a.k.a. Twin Gambino)